# Travelspan
Travelspan – gujańskie narodowe linie lotnicze z siedzibą w Georgetown. Głównym węzłem jest port lotniczy Georgetown.